# Фельдман, Борис Миронович
Бори́с Миро́нович Фельдман (1890, Пинск, Минской губернии — 12 июня 1937, Москва) — советский военачальник, комкор (20.11.1935). Репрессирован по «делу Тухачевского»; посмертно реабилитирован.

## Дореволюционный период
Родился в Пинске в семье столяра. Еврей. Сочувствовал революционному движению. Неоднократно арестовывался. В 1913 году мобилизован в действующую армию. В качестве рядового солдата участвовал в Первой мировой войне (1914—1917).

## Гражданская война
В мае 1918 года вступил в РККА. В 1918 году секретарь штаба Брянского района, с февраля 1919 слушатель ускоренного курса Академии Генерального Штаба Красной Армии, в том же году помощник начальника оперативного отдела 13-й армии, в июне-сентябре начальник штаба 1-й бригады 9-й стрелковой дивизии. Член ВКП(б) с 1919 года. Затем слушатель основного курсе академии, в мае 1920 года помощник начальника, в мае-сентябре начальник штаба 57-й стрелковой дивизии, в сентябре-декабре начальник 55-й стрелковой дивизии. После свёртывания дивизии в 55-ю отдельную стрелковую бригаду остался её начальником до конца июня 1921 года. Затем на дополнительном курсе академии, в октябре-декабре 1921 года командовал Экспедиционным корпусом, участвовавшим в подавлении Тамбовского крестьянского восстания. В мае-июле 1922 года — начальник штаба Народно-революционной армии Дальневосточной республики.

## Послевоенная карьера
В 1922—1925 годах — командир 17-го, в 1925—1928 годах командовал 19-м стрелковым корпусом. В 1927 году два месяца был в учебной командировке в Германии. В 1928—1934 годах — начальник штаба Ленинградского ВО. В 1932 году вместе с Тухачевским ездил на большие маневры рейхсвера в Германию. С 1934 по 1937 год Б. М. Фельдман являлся начальником Управления по комначсоставу РККА и членом Военного Совета при наркоме обороны СССР. При введении персональных воинских званий в 1935 году ему было присвоено воинское звание комкор.

## 1937 год
В мае 1937 года Борис Фельдман переводится на должность заместителя командующего войсками Московского военного округа, и уже 15 мая его арестовали, после чего сняли со всех постов и исключили из ВКП(б). Был расстрелян 12 июня 1937 года вместе с М. Н. Тухачевским, И. Э. Якиром и другими военачальниками в подвале здания Военной коллегии Верховного Суда СССР. Сын попал в Нижнеисетский детский дом.
В 1957 году полностью реабилитирован и восстановлен в партии.

## Награды
- Орден Красного Знамени (1924).